# Libenov
Libenov (německy Libenau) je bývalý hospodářský dvůr a hájovna na katastrálním území vsi Radějov v obci Manětín.
Barokní dvůr stojí 5,5 kilometru jižně od Manětína na mýtině uprostřed lesů přírodního parku Manětínská, v nadmořské výšce 594 m. Libenov byl založen Karlem Maxmiliánem Lažanským v letech 1670–1680, aby byli využiti poddaní z nedalekého znovu osazeného Radějova. Okolo roku 1713 byla u dvora přistavěna hájovna, kolem roku 1740 přibyla u vjezdu do dvora vrcholně barokní socha svatého Jana Nepomuckého na zděném soklu pocházející z manětínské sochařské dílny. Dvůr hospodařil do začátku 20. století, později pustl a v devadesátých letech 20. století byl v troskách.  Na přelomu století došlo k úplné demolici původního dvora, na jehož místě následně vznikla nová výstavba.
Mýtině dominuje skupina starých dubů, mezi kterými vyniká památný Libenovský dub. U lesní cesty lze nalézt i pískovcový kříž s reliéfem sekyrky bez topůrka. Je považován za hraniční mezník panství manětínských johanitů.
Přes Libenov vede zeleně značená turistická trasa 3604 a červeně značený místní okruh 9200.